# Avesnes-les-Aubert
Avesnes-les-Aubert es una comuna francesa situada en el departamento de Norte, en la región de Alta Francia.

## Demografía
| 4426 | 4355 | 4256 | 4031 | 3848 | 3592 | 3630 |
| Para los censos de 1962 a 1999 la población legal corresponde a la población sin duplicidades (Fuente: INSEE [Consultar]) |      |      |      |      |      |      |

## Alcaldes
Lista de los alcaldes :
- 1995-2008 : Jean-Claude Naveteur (PCF)
- 2008-2014 : Maryse Basquin-Santer (Varios izquierda)
- 2014-en curso : Alexandre Basquin (PCF), Secretario departamental (Norte) del PCF